# Nautilus pompilius
Ne doit pas être confondu avec Nautilus Pompilius.
Espèce
Nautilus pompilius est une espèce de nautiles (céphalopode marin), de la famille des Nautilidae. Il s'agit de l'espèce de nautiles la plus répandue et la plus grande actuellement.

## Description

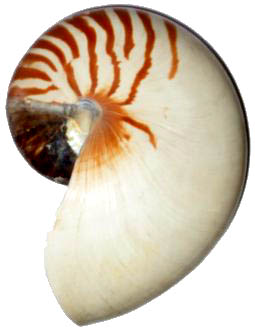
Coquille.

Les nautiles sont des mollusques céphalopodes (poulpes, seiches et calmars), aux caractéristiques particulières, pourvus d'une coquille spiralée. Ils mesurent de 15 à 24 cm. Leurs tentacules nombreux (environ 90) ne comportent pas de ventouses (contrairement aux autres céphalopodes : seiches, calmars et poulpes). Leur coquille est développée et enroulée vers l'avant, en forme de spirale. L'intérieur est cloisonné en différentes loges. Le corps du nautile occupe la dernière loge, qui est la plus grande. Un siphon traverse les cloisons. Les loges que n'occupe pas l'animal contiennent un mélange de gaz et de liquide à pression variable, fonctionnant comme une vessie natatoire. En faisant varier la proportion gaz-liquide dans les loges de la coquille, les nautiles peuvent ainsi monter ou descendre dans l'eau. Ces animaux possèdent 4 branchies. Ils se déplacent par réaction en projetant de l'eau via un entonnoir. Ils peuvent également ramper lorsqu'ils se trouvent sur un sol solide.
Leurs yeux sont constitués de simples chambres noires ouvertes par une pupille étroite.

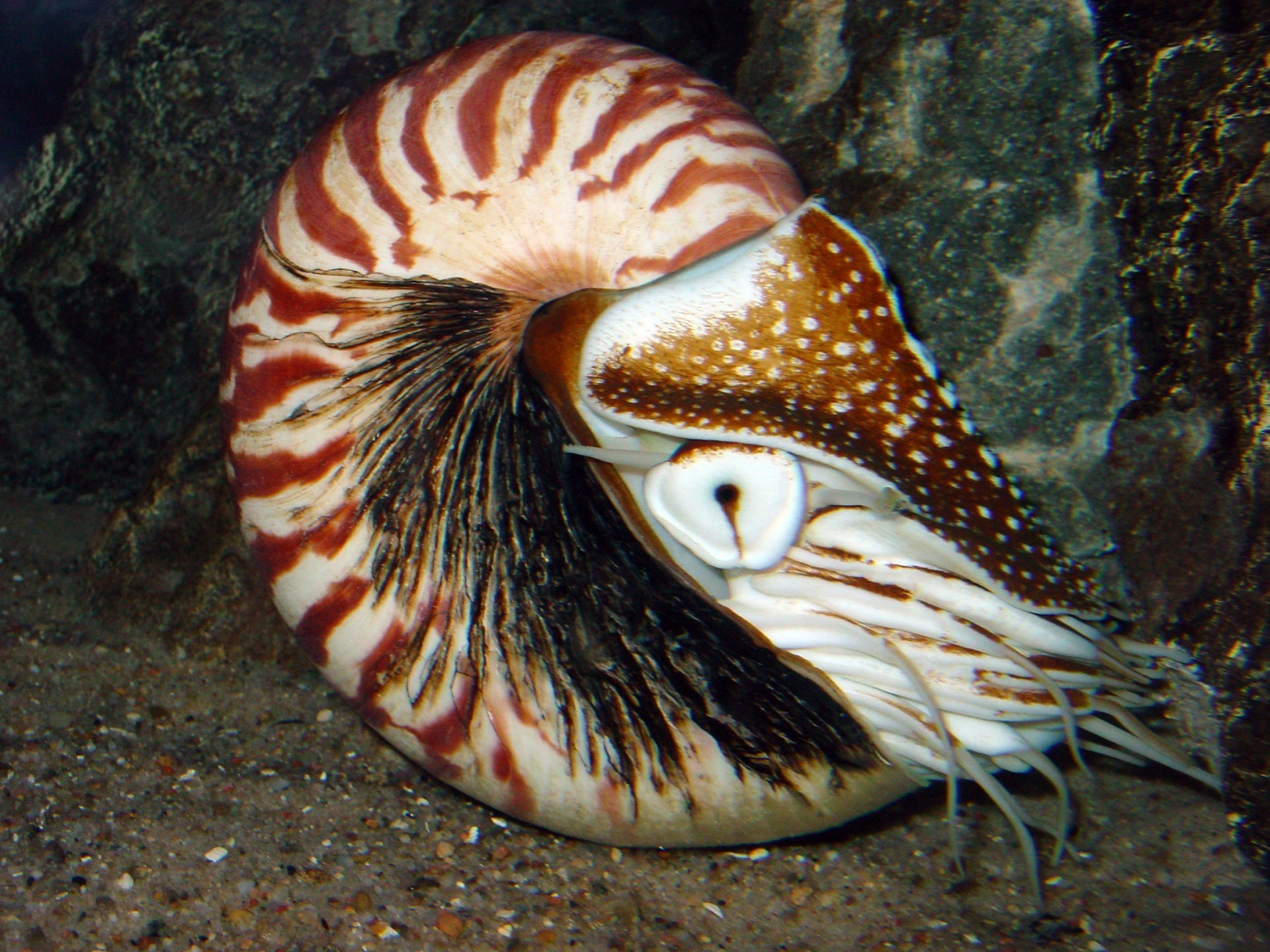
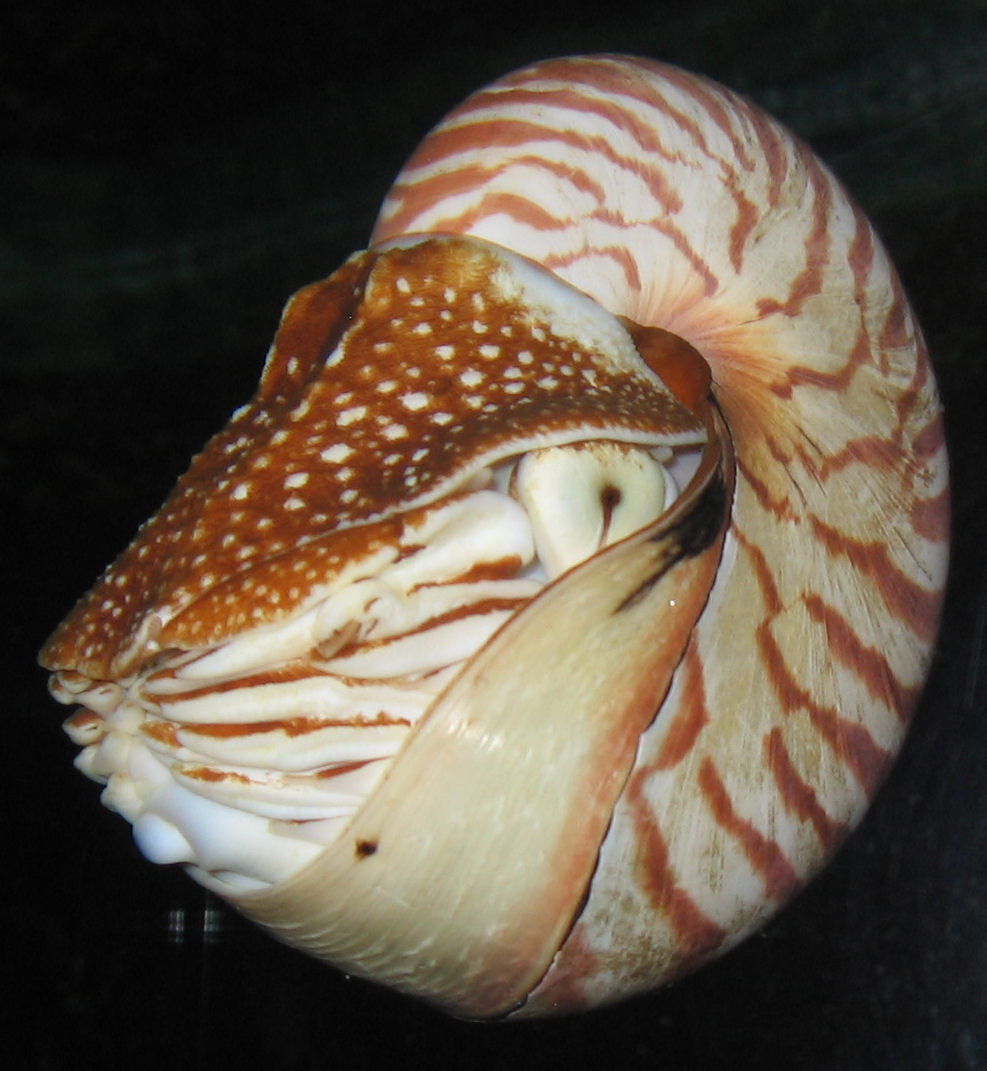
Anatomie
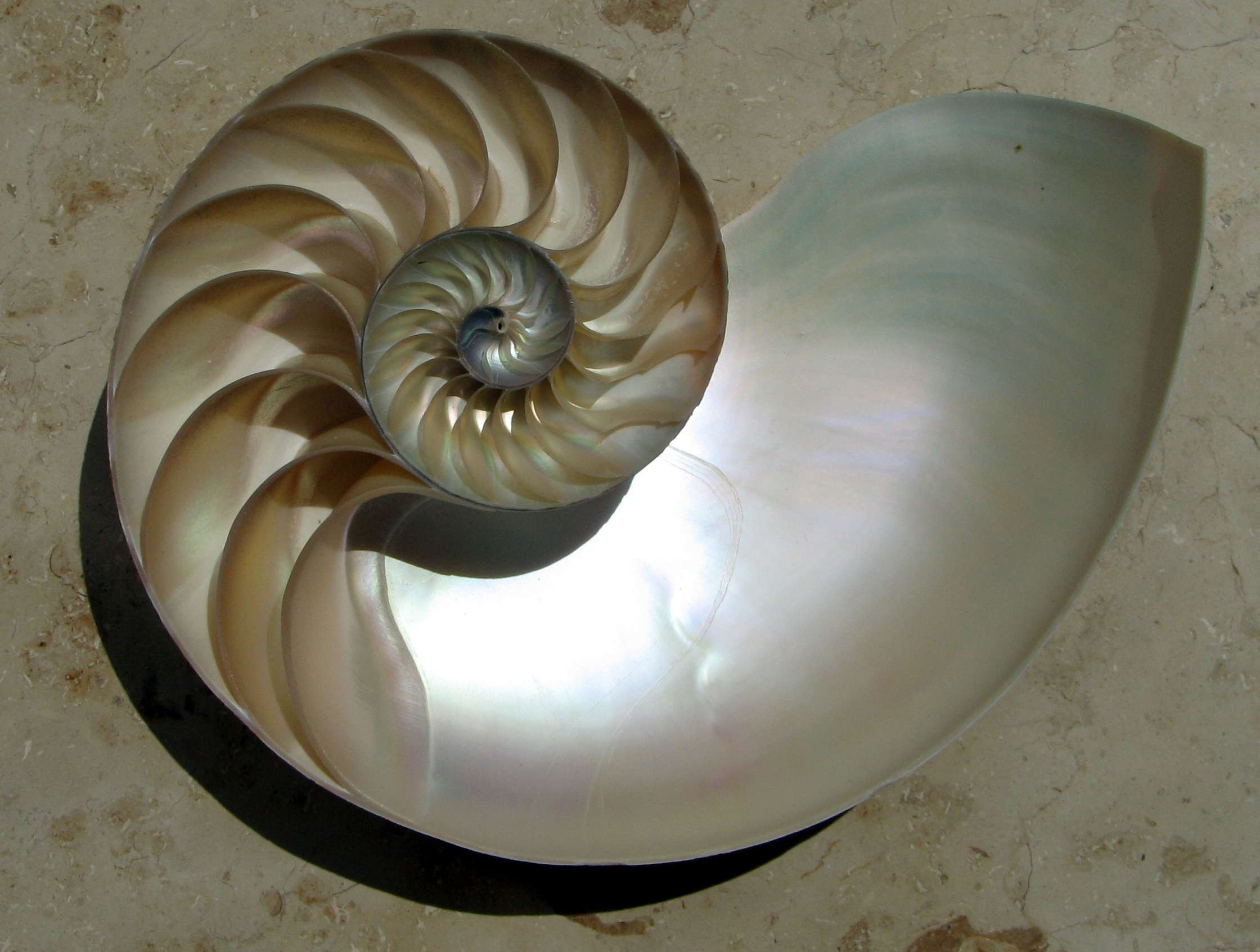
Coquille en coupe
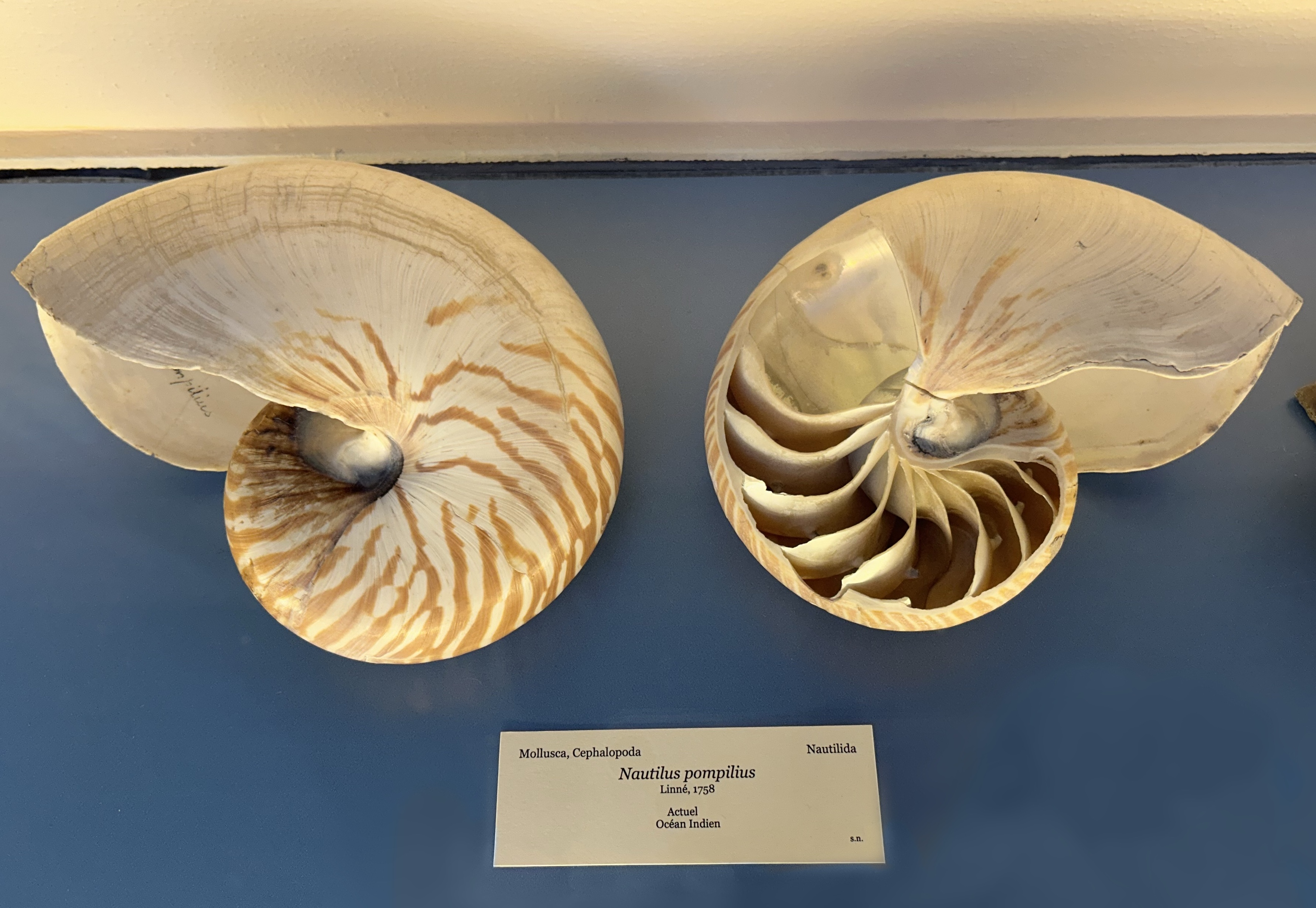
Coquille coupée en 2, provenant de la galerie de paléontologie et d'anatomie comparée du jardin des plantes

Ces animaux, proches des ammonites, ont peu évolué morphologiquement depuis 400 millions d'années.

## Habitat et répartition
On trouve les nautiles dans tout l'Océanie tropicale, près de certaines îles du Pacifique et au large des côtes australiennes. Ils abondent à environ 400 mètres de profondeur mais remontent souvent pendant la nuit, et se nourrissent de déchets organiques.

## Nautilus pompiliusen art

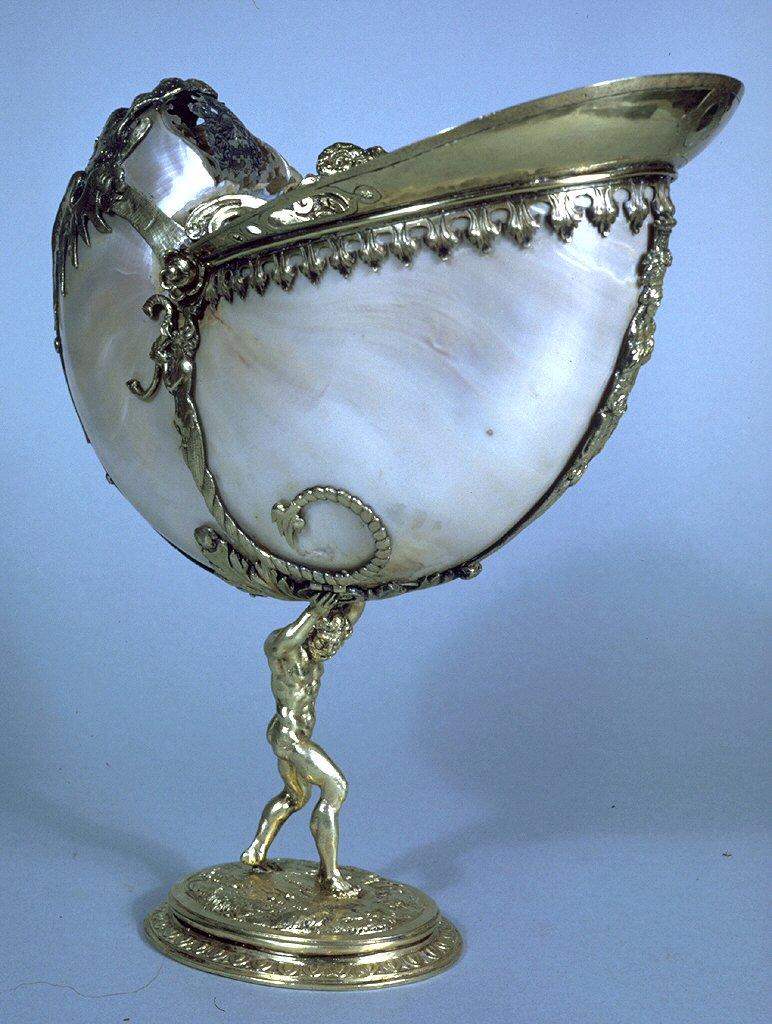
Exemple d'un gobelet néerlandais, de 1630.

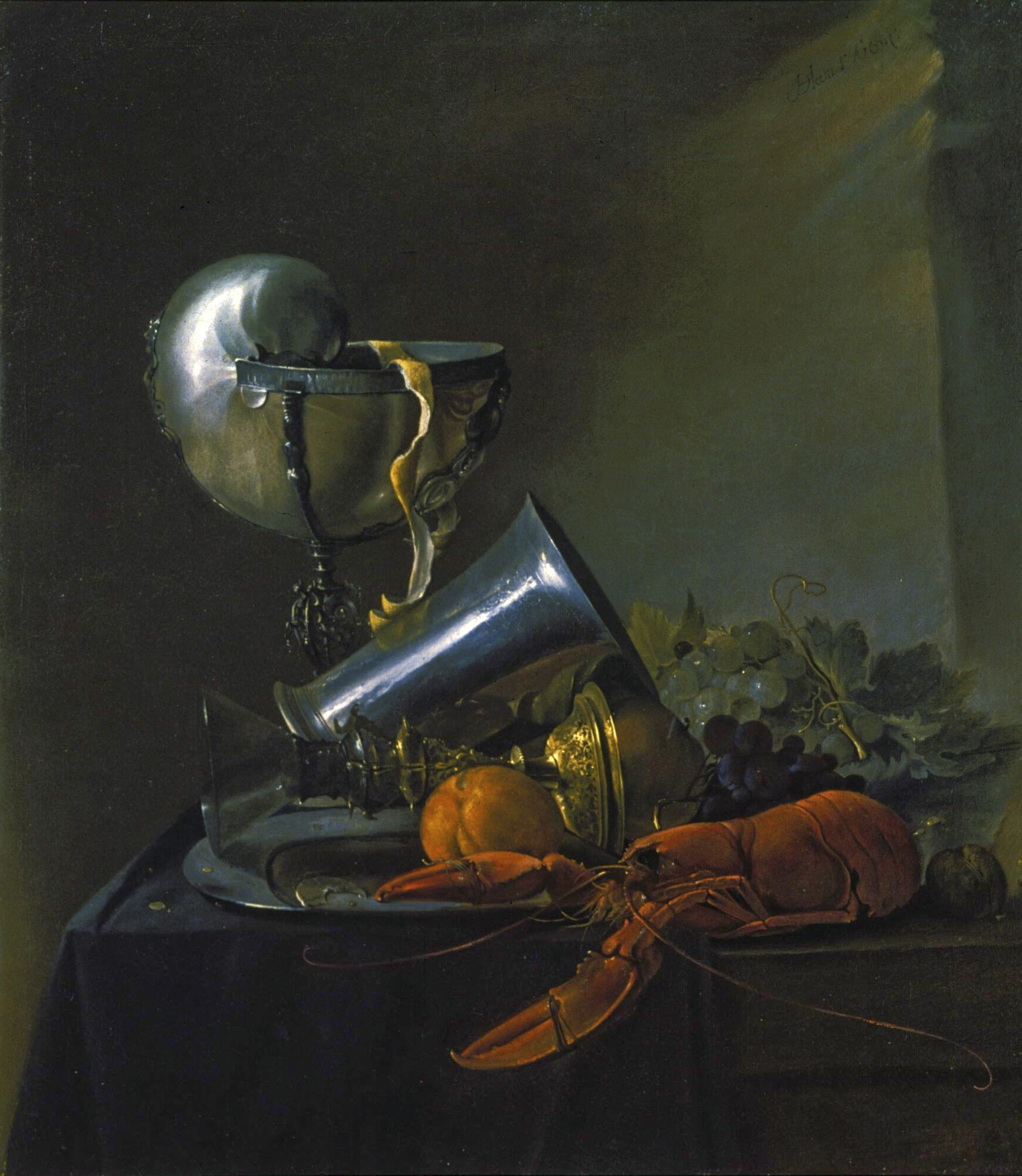
Nature morte avec un gobelet de nautile.

Dès le XVIe siècle, les coquilles de nautiles du Pacifique occidental ont été très prisées par les collectionneurs et, en conséquence, sont souvent très richement montées. Souvent, la couche externe de la coquille sera dépouillée afin de révéler la surface nacrée située dessous. Les meilleurs artisans les transforment en objets d'art.
Dans leur état naturel ou travaillés par des orfèvres, des coquilles de nautiles se retrouvèrent ainsi souvent dans les « cabinets de curiosités » qui contenaient les collections des riches intellectuels du siècle des Lumières. Des tasses en nautile ont été particulièrement populaires en Allemagne et aux Pays-Bas, d'où ils sont passés progressivement à la mode en Angleterre.

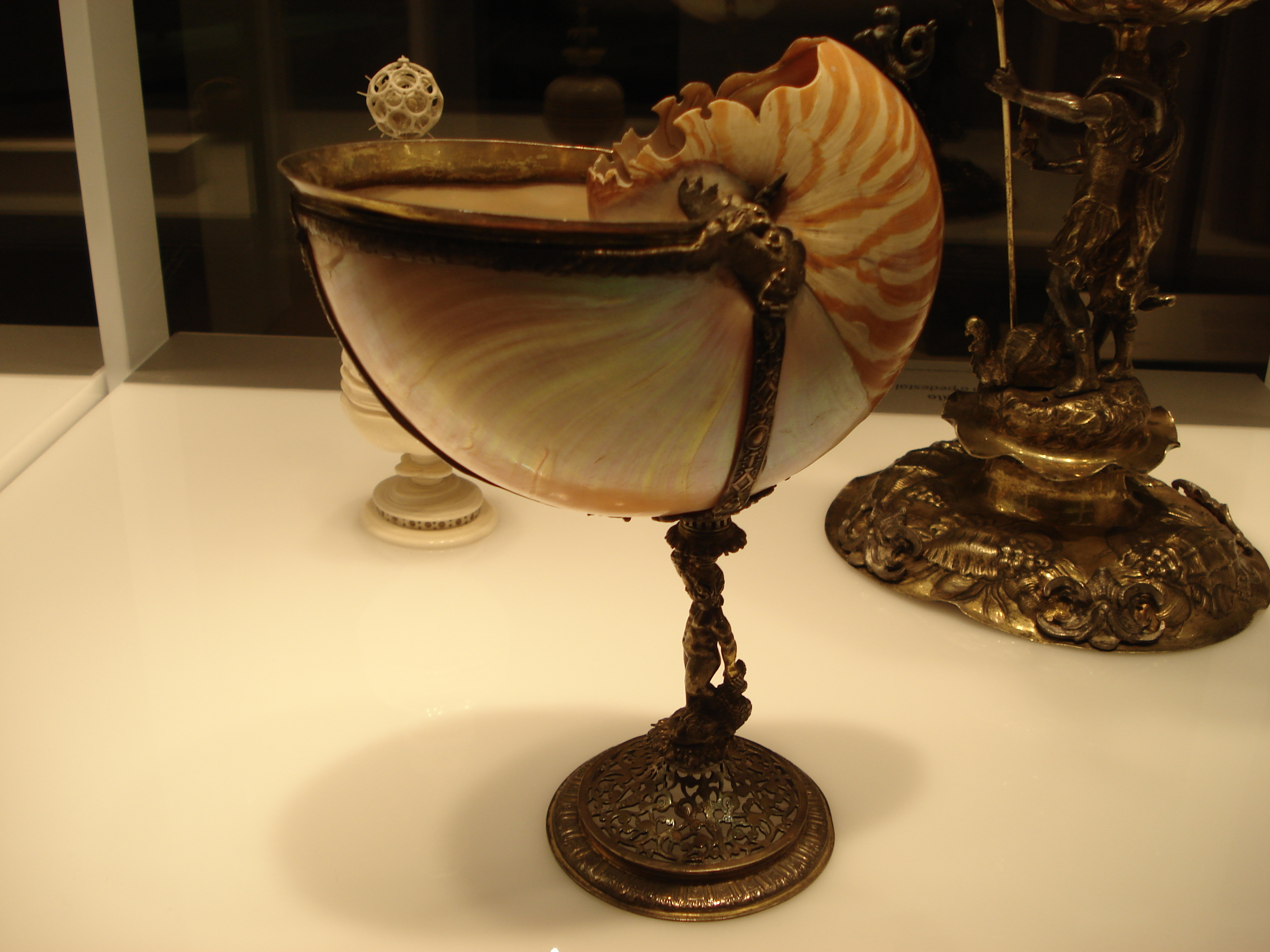
Coupe germanique du XVIe siècle.
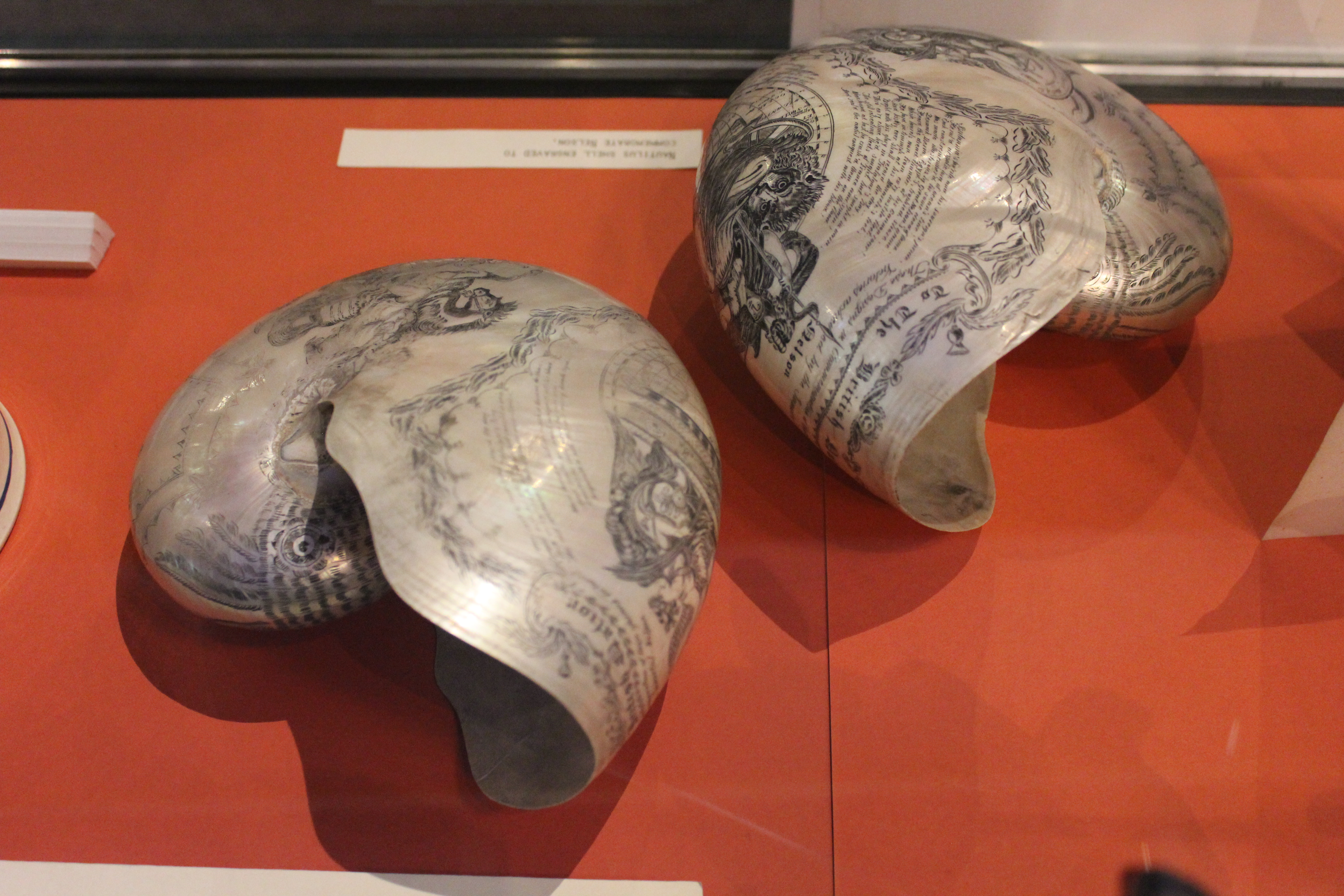
Coquilles gravées.